# شترمل (مقاطعة دورة)
شترمل (بالفارسية: شترمل) هي قرية تقع في قسم كشكان الريفي (مقاطعة دورة) في إيران. يقدر عدد سكانها بـ 124 نسمة .